# Dompierre-en-Morvan
 Dompierre-en-Morvan  là một xã ở tỉnh Côte-d'Or trong vùng Bourgogne, phía đông nước Pháp. Xã Dompierre-en-Morvan nằm ở khu vực có độ cao trung bình 380 mét trên mực nước biển.